# 张集乡 (肥东县)
张集乡，是中华人民共和国安徽省合肥市肥东县下辖的一个乡镇级行政单位。

## 行政区划
张集乡下辖以下地区：
张集村、赵山村、胡巷村、刘桥村、黄疃村、新联合村、薛桥村、民兵村、薛集村、新华村、袁李村、合义村和河湾村。